# Straat Buaya
Straat Buaya (Indonesisch: Selat Buaya), is een smalle zeestraat in Indonesië in de provincie Papoea. Buaya betekent in het Indonesisch krokodil. De zeestraat scheidt het eiland Yos Sudarso, in het noordwesten, van het eiland Komoran in het zuidoosten. Het water vormt een verbinding tussen de Indische Oceaan in het zuiden en de Straat Muli in het noorden. In Straat Buaya liggen drie kleinere eilanden.